# یاشنگتس سولتسکی
یاشنگتس سولتسکی (به لاتین: Jasieniec Solecki) یک روستا در لهستان است که در گمینا زوولنگ واقع شده‌است. یاشنگتس سولتسکی ۵۳۰ نفر جمعیت دارد.